# Centro Costarricense de la Ciencia y la Cultura

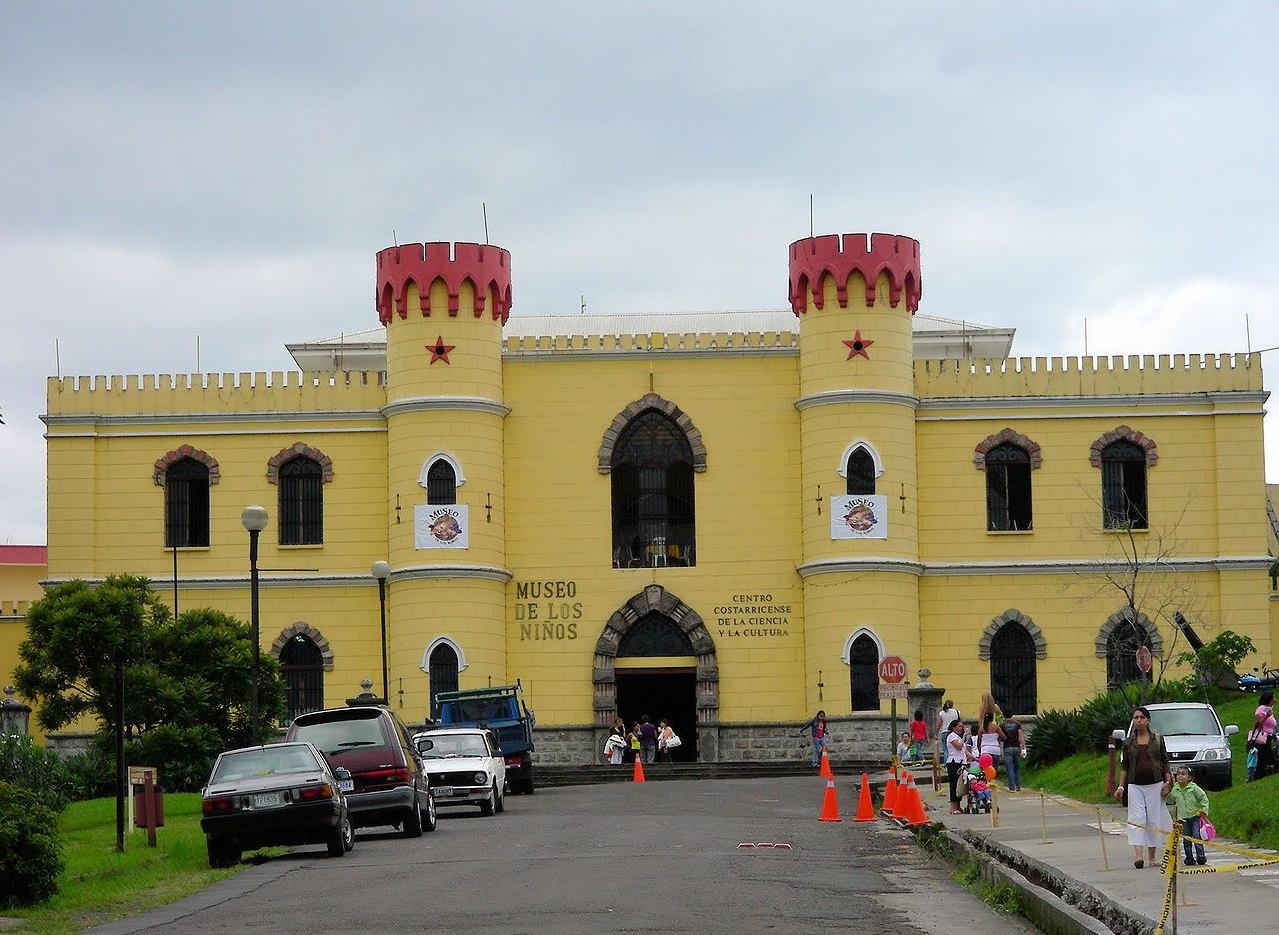
Centro Costarricense de la Ciencia y la Cultura.

El Centro Costarricense de la Ciencia y la Cultura es un complejo que alberga al Museo de los Niños, el Teatro Auditorio Nacional, la Galería Nacional, Museo Penitenciario y el área dedicada a la población joven del país Crea+. Se localiza en el distrito Merced, en San José, Costa Rica.

## Historia
Era fundado sobre el edificio que albergó la Antigua Penitenciaría Central, la cual se fundó en 1909 y estuvo en funcionamiento por 70 años. La Penitenciaría fue clausurada en 1979 en el gobierno de Rodrigo Carazo Odio quedando el edificio en abandono por muchos años
.
En 1991, la entonces primera dama de la República, Gloria Bejarano Almada, esposa del Presidente Calderón, creó la Fundación Ayudanos para Ayudar, en pro de la creación del Centro, el cual fue inaugurado el 27 de abril de 1994.
Algunas secciones del edificio como la fachada y algunas paredes del ala oeste fueron decretadas Patrimonio Histórico y Arquitectónico de Costa Rica en 1988.
El fin del Centro es fortalecer la educación y estimular el desarrollo científico y tecnológico nacional. Además en el 2017 memory sus salas interactivas. En 3 grupos

## Museo de los Niños
El Museo de los Niños es el único museo interactivo de Costa Rica que busca la formación y diversión de niños y niñas de todas las edades. Fue inaugurado en 1994 como parte del Centro Costarricense de la Ciencia y La Cultura y representa la parte más conocida del mismo.

## Teatro Auditorio Nacional
El Teatro Auditorio Nacional cuenta con un escenario apto para todas las artes escénicas. Cuenta con sistema de luces, concha acústica, fosa para orquesta, multimedia satelital, posibilidad para interpretación simultánea a 4 idiomas y 526 butacas. 
En el Auditorio se han presentado conciertos de música clásica, certámenes literarios y de belleza, audiovisuales, conferencias, seminarios, congresos científicos y culturales, obras de teatro, entre otras.

## Galería Nacional
La Galería Nacional busca "democratizar el arte", fue inaugurada en 1994.
Cuenta con catorce salas de exposición en dos niveles. En ella se exponene diversas producciones artísticas (fotografía, cerámica, artesanía, dibujo y artes gráficas), científicas, tecnológicas y técnicas tanto nacionales como internacionales.

## Crea+
Uno de los proyectos más recientes e innovadores del Centro Costarricense de Ciencia y Cultura es Crea+. Se compone de un área de aproximadamente 800 m², dedicados exclusivamente a la educación, interacción y sano entretenimiento de la población joven de nuestro país. El objetivo principal de este moderno espacio es incentivar  a los jóvenes, entre los 12 y 17años, a creer en ellos mismos, en sus fortalezas, en su capacidad para fijarse metas y en la posibilidad de convertirlas en realidad.
Anteriormente, se conoció como el “Complejo Juvenil del Conocimiento”, y hoy en día es un moderno y re-conceptualizado espacio de dos niveles. Ahí, los jóvenes pueden dedicar tiempo al estudio, dar rienda suelta a su creatividad e imaginación, al sano entretenimiento y hasta sacar a relucir sus habilidades artísticas, todo en un mismo lugar.
Crea+ está ubicada en una atractiva y vanguardista edificación, la cual está integrada por un total de ocho diferentes ambientes. Entre ellos, sobresalen un área de trabajo, modernos y cómodos nichos de lectura, un área de descanso, una amplia sala de juegos con la última tecnología en diversión multimedia, una pantalla digital para grafiti, y una pared de escalar.
Además, este espacio multifuncional cuenta con un escenario para que los jóvenes puedan hacer sus presentaciones artísticas y una moderna ca
bina de grabación de audio para que tanto los grupos emergentes como los nuevos intérpretes puedan realizar sus primeras grabaciones o demos. Asimismo, esta iniciativa ejecutará en forma simultánea programas de colaboración y apoyo a poblaciones en riesgo social.
De forma que, con la creación de este nuevo proyecto el CCCC desea apoyar a la población juvenil al brindarle un espacio de encuentro, de sana convivencia, de aprendizaje y desarrollo a través de innovadoras técnicas de educación.

## Lista de Referencias
1. ↑  «Centro Costarricense de Ciencia y Cultura, "Museo de los Niños"». Sistema de Información Cultural de Costa Rica. Consultado el 23 de julio de 2022.